# Otto Eichelberger
Otto Eichelberger (* 6. Mai 1918; † 25. Juli 2005 in München, Bayern, Deutschland) war ein deutscher klassischer Homöopath und Fachbuchautor.

## Leben
Seit 1947 war Eichelberger niedergelassener Arzt und arbeitete über 50 Jahre lang als klassischer Homöopath in eigener Praxis. Zu seinen Lehrern und Vorbildern gehörte der Schweizer Homöopath Adolf Voegeli (Autor zahlreicher Werke, unter anderem das im Jahr 1955 erschienene Werk Heilkunst in neuer Sicht).

## Leistungen
Eichelberger war maßgebend an der Etablierung der Klassischen Homöopathie in Deutschland nach dem Zweiten Weltkrieg beteiligt.
Auf Initiative von Eichelberger erfolgte 1981 die Gründung der Deutschen Gesellschaft für Klassische Homöopathie e.V.(DGKH), einem gemeinnützigen Verein in München. Eichelberger war bis 1992 erster Vorsitzender und nach seinem Rücktritt Ehrenvorsitzender.
1966 erschien sein erstes Buch Hochpotenzen bei akuten Erkrankungen.
Seit 1967 begann er mit seiner Lehrtätigkeit in Form von Vorträgen und Seminaren. Von 1976 bis 1995 gab er monatlich erscheinende Rundbriefe zur Weiterbildung in klassischer Homöopathie heraus. Die Rundbriefe waren Vor- und Nacharbeiten seiner Kolloquien, an denen Ärzte und Heilpraktiker teilnahmen.
Im Jahr 1980 veröffentlichte er den Großen Fragebogen zur homöopathischen Anamnese, ein Arbeitsmittel zur Erleichterung der Arzneimittelfindung bei Behandlung von chronischen Leiden. Bereits im Jahr 1981 stellte er in einem Rundbrief vom 28. Oktober erste Überlegungen zur Technik einer Computer-Repertorisation an, zum damaligen Zeitpunkt ein neuer Gedanke. In den 1980er-Jahren setzte er sich für die Umsetzung dieser neuen Technologie ein; 1986 erschien die Abhandlung Computerrepertorisation. Probleme und Lösungen.

## Werke (Auswahl)
- Kent Praktikum, gesichtetes Repertorium. herausgegeben und ergänzt durch Otto Eichelberger. Haug Verlag, Heidelberg 1984, ISBN 3-7760-0779-6. (Neuausgabe: Kent Praktikum. Das Kurz-Repertorium. 4. Auflage, 1. Nachdruck. Haug Verlag, Stuttgart 2001, ISBN 3-8304-0233-3).
- Klassische Homöopathie. Band 1: Lehre und Praxis. 5. Auflage. Karl F. Haug Verlag, Heidelberg 1998, ISBN 3-7760-1606-X.
- Anamnese Journal zur homöopathischen Behandlung. Otto Eichelberger, München 1991, DNB 920022820